# Amerikai pite 5. – Pucér maraton
Az Amerikai pite 5. – Pucér maraton (eredeti cím: American Pie 5: The Naked Mile) 2006-ban bemutatott amerikai tinivígjáték, időrendben az Amerikai pite filmek ötödik darabja, és második spin-offja. Csak DVD-n jelent meg, azonban Magyarországon a folytonosság miatt belefoglalták a sorozatba, és 5. epizódként jött ki. A történet középpontjában ezúttal Erik Stifler áll, a Stifler család fekete báránya, aki rokonaival ellentétben nem túl szerencsés a nőknél. Hogy elveszítse a szüzességét, kap egy hét "szabad kimenőt" a barátnőjétől, amit arra használ, hogy meglátogassa az aktuális Bránermájsztert, Dwight Stiflert az egyetemen, és részt vehessen a hagyományos Pucér Maratonon. A film számos poént felelevenít az előző epizódokból, illetve Eugene Levy is visszatér Mr. Levenstein szerepében.

## Történet
Erik Stifler szégyent hoz a saját családja nevére. Steve és Matt unokatestvére, és valószínűleg az egyedüli Stifler, aki szüzen fog leérettségizni. A film legelején betegséget színlel, hogy otthon maradhasson maszturbálni, ám a szülei és a nagymamája rányitnak, s a nagyi szívrohamban meg is hal. Erik lesújtva érzi magát, mert úgy véli, ha nem lenne szűz, nem szorulna rá ilyesmire, de a barátnője, Tracy, akivel már két éve együtt van, még nem áll készen erre. Bár egyszer megpróbáltak volna lefeküdni egymással, de az rosszul sült el, ezért felhagyott a további kísérletezéssel.
Erik barátai, Cooze és Ryan azt tanácsolják, hogy látogassák meg Erik unokatesóját, Dwight Stiflert a michigani egyetemen az évente szokásos Pucér Maraton alkalmával. Tracy beleegyezik, hogy elmenjen, és "bűntudatmentes hétvégi kimenőt" ad a fiúnak, azért, mert abban bízik, hogy ha elveszíti szüzességét, a probléma megoldódhat. Bár később megbánja ezt a döntését, az üzenet nem jut el a srácokhoz. Az egyetemre érve azt látják, hogy Dwight megvédi címét egy ivóbajnokságban, majd miután a szárnyai alá veszi a srácokat, kénytelen felkérni őket, hogy csatlakozzanak az amerikaifutball-csapathoz, emberhiány miatt. Itt azonban csúfos vereséget szenvednek a törpék csapatától, akik minden egyes alkalommal ugyanígy elverik őket. Este aztán össze is szólalkoznak ezen a bárban, ahol Erik megismerkedik Brandivel, az egyetemista lánnyal, akinek a szűz fiúk a gyengéi. Cooze és Ryan is majdnem összejönnek két lánnyal, Jillel és Alexis-szel, de azok inkább a törpéket választják.
Másnap Dwight-ot lerohanják a törpék az utcán, ami miatt kórházba kerül. Bár úgy tűnt, nem tud részt venni a pucér maratonon, az utolsó pillanatban mégis megjelenik. Csatlakozik Erikékhez, akik együtt futnak Brandivel, Jillel és Alexis-szel. Ekkor kiderül, hogy a verseny szervezője és alapítója nem más, mint Mr. Levenstein. A maraton rendben lezajlik, a végén pedig Erik és Brandi csókolóznak, amit megörökít a televízió is. Tracy ezt látva dühös lesz, a barátnői pedig azt tanácsolják, hogy veszítse el ő is a szüzességét addigra, mire hazaér. Ám Erik egyáltalán nem akarja már megtenni, amiért érkezett, a inkább hazarohan Tracyhez. Ő azonban ekkor egy házibuliban van, s arra készül, hogy elveszítse a szüzességét az exbarátjával. Ám erre mégsem kerül sor, Erik pedig őszintén bevallja az érzéseit. A lány megbocsát neki, s úgy érzi, most már készen áll, hogy lefeküdjön vele.
Másnap Erik visszatér az egyetemre a Béta-házba, hogy megtudja, mi történt a többiekkel az előző éjjel. Dwight bosszúból lefeküdt a törpék csapatkapitányának barátnőjével, amit aztán DVD-felvételen is elküld ellenfelének. Cooze és Ryan is becsajoznak, ám barátnőik vad erotikus szokásai kikészítik őket.

## Szereplők
| Színész               | Szerep                | Magyar hang     |
| --------------------- | --------------------- | --------------- |
| Steve Talley          | Dwight Stifler        | Moser Károly    |
| John White            | Erik Stifler          | Hamvas Dániel   |
| Christopher McDonald  | Mr. Stifler           | Németh Gábor    |
| Candace Kroslak       | Brandy                | Mezei Kitty     |
| Eugene Levy           | Mr. Levenstein        | Rosta Sándor    |
| Jessy Schram          | Tracy                 |                 |
| Jake Siegel           | Mike 'Cooze' Coozeman | Előd Botond     |
| Ross Thomas           | Ryan Grimm            | Szabó Máté      |
| Angel Lewis           | Alexis                | Zsigmond Tamara |
| Jon Cor               | Trent                 | Morassi László  |
| Jordan Madley         | Brooke                | Sánta Annamária |
| Melanie Merkosky      | Natalie               |                 |
| Jordan Prentice       | Rock                  | Szokol Péter    |
| Jaclyn A. Smith       | Jill                  | Böhm Anita      |
| Mika Winkler          | Vicki                 | Sági Tímea      |
| Joe Bostick           | Mr. Williams          |                 |
| Alyssa Nicole Pallett | pornósztár            |                 |

## Forgatás
A "Pucér Maraton" egy valóban megrendezésre került esemény, melyet a Michigani Egyetem szervezett, egészen 2004-ig. A résztvevőknek, akik jelentős részben idősebb diákok voltak, biciklin vagy furva kellett megtenniük egy előre meghatározott útvonalat, részben vagy teljesen meztelenül. 2004-ben csak a sorozatos feljelentések és a botrányosan viselkedő résztvevők miatt szüntették meg, amellett tartottak a verseny pornográf oldalakra való kikerülésétől.
A forgatás jelentős részben két ontariói egyetemen, a McMaster Egyetemen és a Torontói Egyetem St. George Campus-án zajlott – utóbbi helyen forgatták a Pucér Maraton jeleneteit is.

## Fogadtatás
A Universal Studios Home Entertainment azután adta áldását a filmre, hogy az "Amerikai pite 4. – A zenetáborban" viszonylag sikeres lett DVD-n. Ez az epizód is kizárólag ilyen formában jelent meg 2006. december 19-én. Üzletileg sikeres volt, csak az Egyesült Államokban kb. 27 millió dollár nyereséget termelt. A kritika nem volt ennyire kedvező: többnyire gyenge vagy közepes jelzőkkel illették a filmet.

## Filmzene
| 1. The Juliana Theory – "We're At The Top Of The World" 2. Sugarcult – "Stuck In America" 3. Kennedy – "Let's Get Def" 4. Sporting Riff-Raff – "Absolutely Wasted" 5. Gabriel Mann – "Down Down Down" 6. Marvin Gaye – "Let's Get It On" 7. "News International - Sting 2" 8. Everybody Else – "Say Goodbye" 9. The White Heat – "Freedom" 10. White Demons – "It's All About The Rock" 11. LeeTown – "Go" 12. Skee-Lo – "I Wish" 13. K-Lein – "Freak-A-Leek" 14. Classic – "On The Run" 15. Kel Spencer – "Go Hard" 16. Tre Jaqun – "Wey" 17. 2 Clicks Down – "That's What Dreams Are Made Of" | 1. Allister – "Scratch" 2. The Grand Skeem – "Here We Go" 3. Al Sheez – "I'm Gonna Make You Sweat" 4. The Grand Skeem – "Sucka MCs" 5. Lexicon – "Got To Give It To Em" 6. The DNC – "Swing Baby Swing" 7. Miss Eighty 6 – "Candy Store" 8. Dastardly / Focus – "Devilz Badvocate" 9. Da Diggler – "Hands To Tha Pump" 10. Basko – "Ain't No Game" 11. The STL of The DNC – "Everybody Get Crazy Now" 12. Josh Henderson – "Getting Hot In Here" 13. Boomish – "Check Out The Sound" 14. Remi J – "Perfect" 15. The Drop – "Let's Go Home" 16. Ben Lee – "Birthday Song" 17. AD – "RU Ready" |

## Díjak, jelölések
| Év   | Díj          | Kategória                                                            | Jelölt | Eredmény |
| ---- | ------------ | -------------------------------------------------------------------- | --- | -------- |
| 2007 | C.A.S. Award | Outstanding Achievement in Sound Mixing for DVD Original Programming | Mark A. Rozett (re-recording mixer) Kelly Vandever (re-recording mixer) Robert Scherer (production mixer) | Jelölve  |